# Élections législatives de 1956 en Charente
Les élections législatives françaises de 1956 se tiennent le 2 janvier. Ce sont les dernières élections législatives de la Quatrième république, après les élections de novembre 1946 et de juin 1951.

## Mode de scrutin
L'Assemblée nationale est composée de 626 sièges pourvus au scrutin proportionnel plurinominal suivant la règle de la plus forte moyenne dans le cadre départemental, sans panachage.
Le vote préférentiel est admis, en inscrivant un numéro d'ordre en face du nom d'un, de plusieurs ou de tous les candidats de la liste. Mais l'ordre ne pourra être modifié que si au moins la moitié des suffrages portés sur la liste est numéroté. Dans les faits les modifications ne dépasseront jamais les 7%.
La loi électorale du 7 mai 1951, dite loi des apparentements, reste en vigueur. Elle permet à la base une répartition des sièges à la représentation proportionnelle dans le département, mais si des listes « apparentées » avant le déroulement du scrutin obtiennent ensemble une majorité absolue de suffrages exprimés, elles reçoivent directement tous les sièges à pourvoir.
Dans le département de la Charente, quatre députés sont à élire.

## Élus
| Député sortant     | Parti | Parti    | Député élu ou réélu | Parti | Parti   |
| ------------------ | ----- | -------- | ------------------- | ----- | ------- |
| Jean Pronteau      |       | PCF      | Jean Pronteau       |       | PCF     |
| Augustin Maurellet |       | SFIO     | André Soury         |       | PCF     |
| Félix Gaillard     |       | Rad-soc  | Félix Gaillard      |       | Rad-soc |
| Jacques Furaud     |       | Rép. soc | Henri Thébault      |       | CNIP    |

## Résultats

### Résultats à l'échelle du département
Quatre apparentement sont conclus dans le département :
- le premier lie les listes UDSR-CRAP et SFIO, en soutien du Front Républicain ;
- un apparentement est conclu en soutien à la majorité sortante entre les listes Rad-soc-RGR et Réf. État ;
- un second apparentement est conclu en soutien à la majorité sortante entre les listes CNIP-ARS-MRP et Rép. soc ;
- le dernier regroupe les deux listes de tendance poujadistes.

| Parti    | Parti         | Tête de liste         | Résultats | Résultats | Appar. | Appar. | Sièges |
| Parti    | Parti         | Tête de liste         | Voix      | %         | Voix   | %      | Nb.    |
| -------- | ------------- | --------------------- | --------- | --------- | ------ | ------ | ------ |
|          | PCF           | Jean Pronteau         | 47 563    | 29,71     | -      | -      | 2 1    |
|          | CNIP-ARS-MRP  | Henri Thébault        | 35 313    | 22,06     | 32 197 | 20,11  | 1 1    |
|          | Rép. soc      | Jacques Furaud        | 35 313    | 22,06     | 3 116  | 1,95   | - 1    |
|          | Rad-soc-RGR   | Félix Gaillard        | 33 540    | 20,95     | 28 933 | 18,07  | 1      |
|          | Réf. État     | Jean Daudin           | 33 540    | 20,95     | 4 607  | 2,88   | -      |
|          | SFIO          | Jean-Maurice Poitevin | 23 274    | 14,54     | 18 159 | 11,34  | - 1    |
|          | UDSR-CRAP     | Daniel Rogé           | 23 274    | 14,54     | 5 115  | 3,20   | -      |
|          | UFF           | Fernand Maillochaud   | 17 813    | 11,13     | 14 379 | 8,98   | -      |
|          | Déf. int agri | Raoul Hemard          | 17 813    | 11,13     | 3 434  | 2,15   | -      |
|          | UFN           | Raymond Martini       | 1 071     | 0,67      | -      | -      | -      |
|          | PRRES         | Jacques Humbert       | 0         | 0,00      | -      | -      | -      |
|          |               |                       |           |           |        |        |        |
| Inscrits | Inscrits      | Inscrits              | 202 893   | 100,00    |        |        | 4      |
| Votants  | Votants       | Votants               | 164 673   | 81,16     |        |        |        |
| Exprimés | Exprimés      | Exprimés              | 160 101   | 97,22     |        |        |        |